# 죽림항 (거제시)
죽림항은 경상남도 거제시 거제면 오수리에 있는 어항이다. 1992년 10월 1일 지방어항으로 지정하여 관리하고 있다. 시설관리자는 거제시장이다.

## 어항 시설
- 방파제 100m, 물양장 190m

## 주요 어종
- 굴, 멸치